# Предраг Маркович
Предраг Маркович (на сръбски: Предраг Марковић; роден на 7 декември 1955 г.) е сръбски политик, писател и историк, който е председател на Народното събрание на Сърбия от 2004 до 2007 г. и министър на културата, медиите и информационното общество от 2011 г. до 2012 г. Бивш член на Г17+, той също така за кратко изпълнява длъжността президент на Сърбия до избирането на Борис Тадич през 2004 г.

## Личен живот
Маркович е известен с това, че пази личния си живот в тайна. На 26 декември 2015 г. се жени за Весна (родена Вуятович; родена 1991 г.). Има син от предишен брак.